# Eudactylina pristiophori
Eudactylina pristiophori is een eenoogkreeftjessoort uit de familie van de Eudactylinidae. De wetenschappelijke naam van de soort is voor het eerst geldig gepubliceerd in 1994 door Deets.